# Pedinolejeunea himalayensis
Pedinolejeunea himalayensis är en bladmossart som först beskrevs av Pand. et Mis., och fick sitt nu gällande namn av Chen et Wu. Pedinolejeunea himalayensis ingår i släktet Pedinolejeunea och familjen Lejeuneaceae. Inga underarter finns listade i Catalogue of Life.